# Henri Blaze
Ange Henri Blaze, baron de Bury, född 1813 och död 1888, var en fransk musikskriftställare. Han var son till François-Henri-Joseph Castil-Blaze.

Souvenirs et récits des campagnes d'Autriche, 1854.

Blaze är särskilt känd för sin biografi över Gioacchino Rossini, La vie de Rossini, 1854. Blaze skrev dessutom en rad estetiserade essayer och biografiska studier i Revue des deux mondes, de flera under pseudonymerna Hans Werner och Lagenevais. Dessa utgavs senare i bokform i volymerna Musiciens contemporains (1856), Meyerbeer et son temps (1865) och Goethe et Beethoven (1892).